# Alice Tully
Alice Tully, nata Alice Bigelow Tully (Corning, 14 settembre 1902 – New York, 10 dicembre 1993), è stata un soprano, filantropa e promotore musicale statunitense; era cantante di opere e recital, promotrice musicale e mecenate. Era una cugina di secondo grado dell'attrice americana Katharine Hepburn.

## Biografia
Alice Tully nacque a Cornig, Contea di Steuben, New York, figlia dell'avvocato e senatore dello Stato William J. Tully (1870-1930) e Clara Mabel (Houghton) Tully (1870-1958) e aveva una sorella minore Marion Gordon (Tully) Dimick (morta a Washington, 1981). Ha trascorso gli anni del liceo alla Westover School di Middlebury, nel Connecticut. Tully ha iniziato la sua carriera da mezzosoprano, poi è diventata soprano. Ha studiato a Parigi e ha fatto il suo debutto nel 1927 con l'Orchestra Pasdeloup. Nel 1933, è apparsa in Cavalleria rusticana a New York City.
Nel 1950 Miss Tully smise di cantare professionalmente perché, come disse in seguito, sentì che la sua voce stava perdendo la sua flessibilità. Alla morte della madre, nel 1958, Tully ereditò la tenuta di suo nonno, Amory Houghton Jr. (1837-1909), (figlio di Amory Houghton, Sr., fondatore della Corning Glass Works), che il 19 giugno 1860 aveva sposato la nonna di Tully, Ellen Ann Bigelow. Durante il resto della sua vita, Tully ha donato molte delle sue entrate alle istituzioni artistiche, spesso anonimamente. Suo cugino, Arthur Amory Houghton, Jr., uno dei fondatori del Lincoln Center for the Performing Arts, suggerì che avrebbe dato i soldi per una sala da musica da camera, e nel 1963 John D. Rockefeller III la convinse a permettergli che si chiamasse Alice Tully Hall.
Tully ha presieduto il consiglio di amministrazione della New York Chamber Music Society e ha fatto parte dei consigli di amministrazione della New York Philharmonic, della Metropolitan Opera e della Juilliard School.
Nel 1970 Tully ricevette l'Handel Medallion per i suoi contributi alla vita culturale di New York City. La sua commissione più famosa è stata per Olivier Messiaen che compose Des canyons aux étoiles... che fu eseguito per la prima volta nella Alice Tully Hall nel 1974. Nel 1985, ha ricevuto la National Medal of Arts.

## Eredità e morte
William Schuman, Gian Carlo Menotti e Riccardo Malipiero le dedicarono delle opere.

Tully non si sposò mai, ebbe un ictus nel 1991 e morì a New York nel 1993, all'età di 91 anni.